# Josef von Báky
Josef von Báky, född 23 mars 1902 i Zobor, Österrike-Ungern (nu Zomboe, Slovakien), död 28 juli 1966 i München, Västtyskland, var en ungersk filmregissör. Han stod för regin till nära 30 filmer, oftast tyska.

## Filmregi, urval
- 1938 – Hon kommer inte till middagen
- 1941 – Annelie
- 1943 – Münchhausen
- 1947 – ... und über uns der Himmel
- 1950 – Tvillingarnas hemlighet
- 1953 – Trånande läppar
- 1955 – Hotel Adlon
- 1958 – Förälskad i maj

## Fotnoter
1. 1 2  SNAC, SNAC Ark-ID: w6gp2ftz, läs online, läst: 9 oktober 2017.[källa från Wikidata]
2. 1 2  filmportal.de, Filmportal-ID: 76c2f379e51243e9aa1a9ca497f83e79, läst: 9 oktober 2017.[källa från Wikidata]
3. ↑  Brockhaus Enzyklopädie, Brockhaus Enzyklopädie-ID: baky-josef.[källa från Wikidata]
4. 1 2  Gemeinsame Normdatei, Deutsche Nationalbibliotheks katalog-id-nummer: 11604148X7749153-1, läst: 21 mars 2022.[källa från Wikidata]